# Hombres de sal

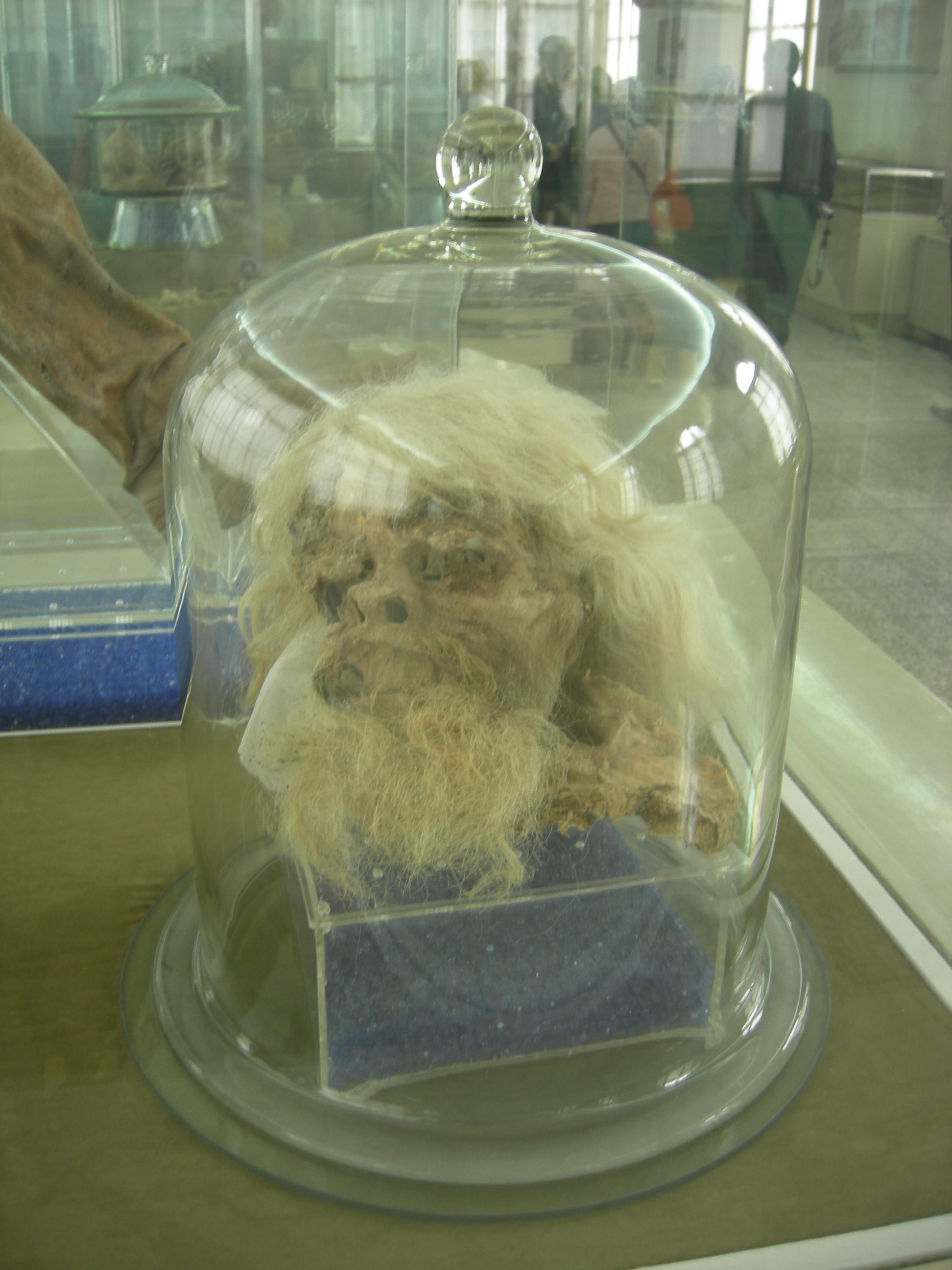
Urna que contiene la cabeza del hombre de sal descubierto en 1993, Museo Nacional de Irán, de Teherán.

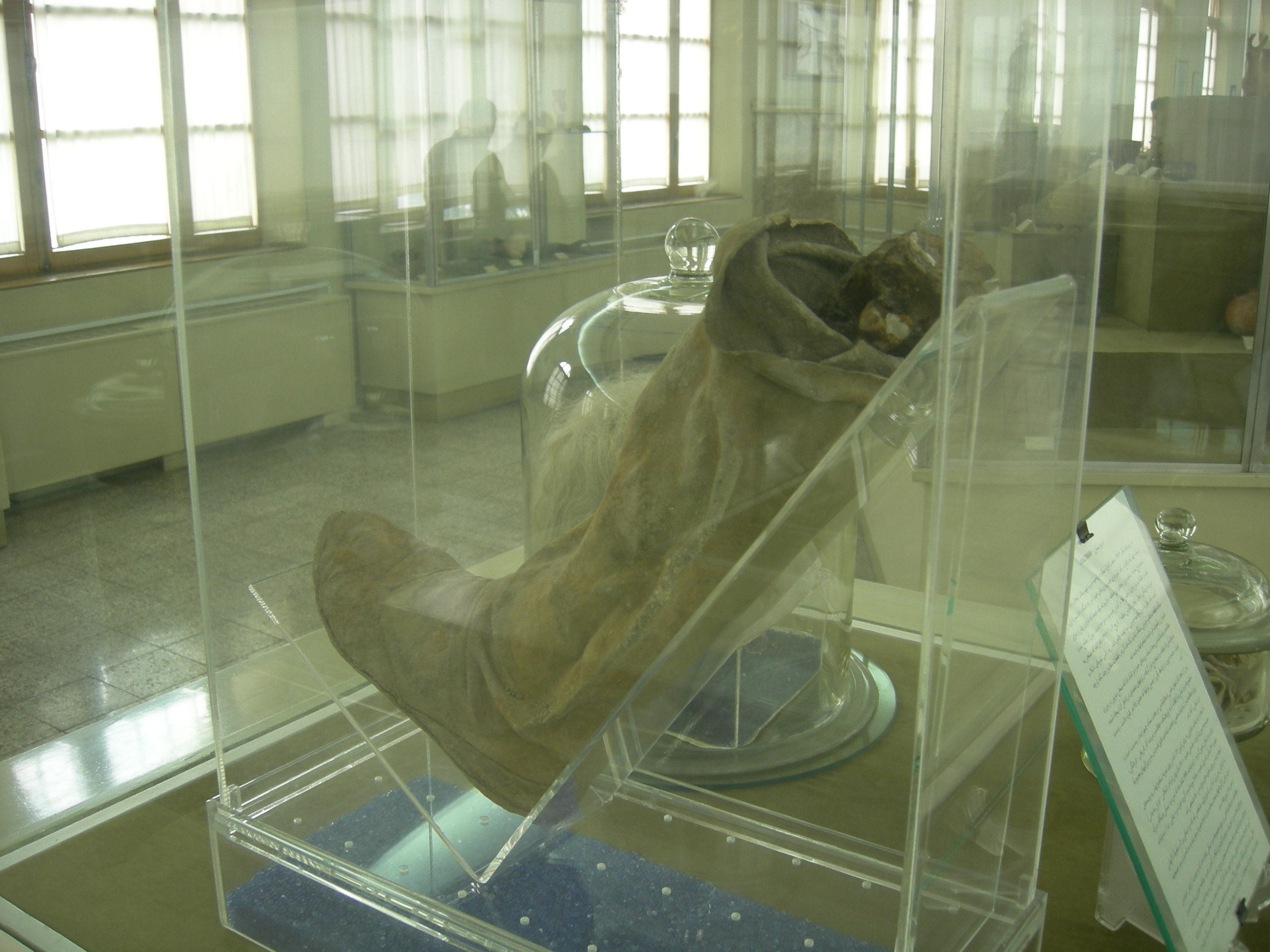
Urna que contiene el pie izquierdo del hombre de sal descubierto en 1993, Museo Nacional de Irán, de Teherán.

Se conoce como hombres de sal a un conjunto de seis cuerpos humanos que se remontan a la Antigüedad tardía y que han sido conservados por momificación natural en la mina de sal de Chehrâbâd, situada a 1 km al sur de la aldea de Hamzehlu, al oeste de la ciudad de Zanyán, en la provincia de Zanyán (Irán). Se trata de cuatro hombres adultos, un adolescente y una mujer. El primero de los cuerpos en ser descubierto, en 1993, fue uno de los cuatro hombres. Data de la época del Imperio aqueménida (del año 300 a. C., aproximadamente, según pruebas realizadas con carbono 14) y su cabeza y pie izquierdo están conservados en Teherán, en el Museo Nacional de Irán.

## Historia
El primer «hombre de sal» fue hallado momificado por trabajadores de la mina de sal de Chehrabad, en una galería de 45 metros, en el invierno de 1933, en la aldea de Hamezhlu, al oeste de la ciudad de Zanyán, en la provincia de Zanyán, Irán. Junto al cuerpo aparecieron diversas herramientas y cerámicas. En años posteriores se descubrieron cinco cuerpos más en la misma zona.
Las condiciones de salinidad impidieron que los microorganismos actuaran y así se consiguió preservar de manera natural los materiales orgánicos e inorgánicos del enterramiento.

## Características del cuerpo descubierto en 1993
- Momificación en sal
- Se le realizó una tomografía, que detectó una fractura cerca del ojo, que ya tenía antes de su muerte, o que tal vez, al contrario, la provocó.
- El cadáver lucía cabello largo, barba, portaba pantalón de lana, botas de cuero y un pendiente de oro en la oreja izquierda indicando que probablemente era una persona de alto rango o estatus. El motivo de su presencia y muerte en la mina de sal es un misterio.
- Su grupo sanguíneo es B+
- Se encontraron junto a él diversas herramientas y objetos:
  - una honda
  - tres cuchillos
  - nueces
- en 2010 se informó de la presencia de huevos de tenia en sus intestinos, sugiriendo el consumo de carne poco hecha y el caso más antiguo descubierto de parásitos intestinales en Irán.

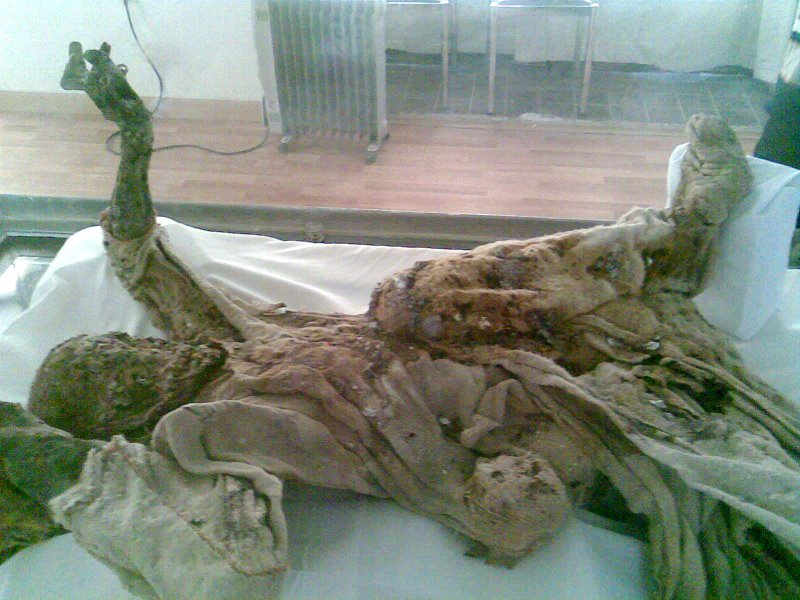
Urna que contiene el cuerpo de la cuarta momia encontrada en las minas de sal de Chehrab, Museo Nacional de Irán, de Teherán.

## Véase también

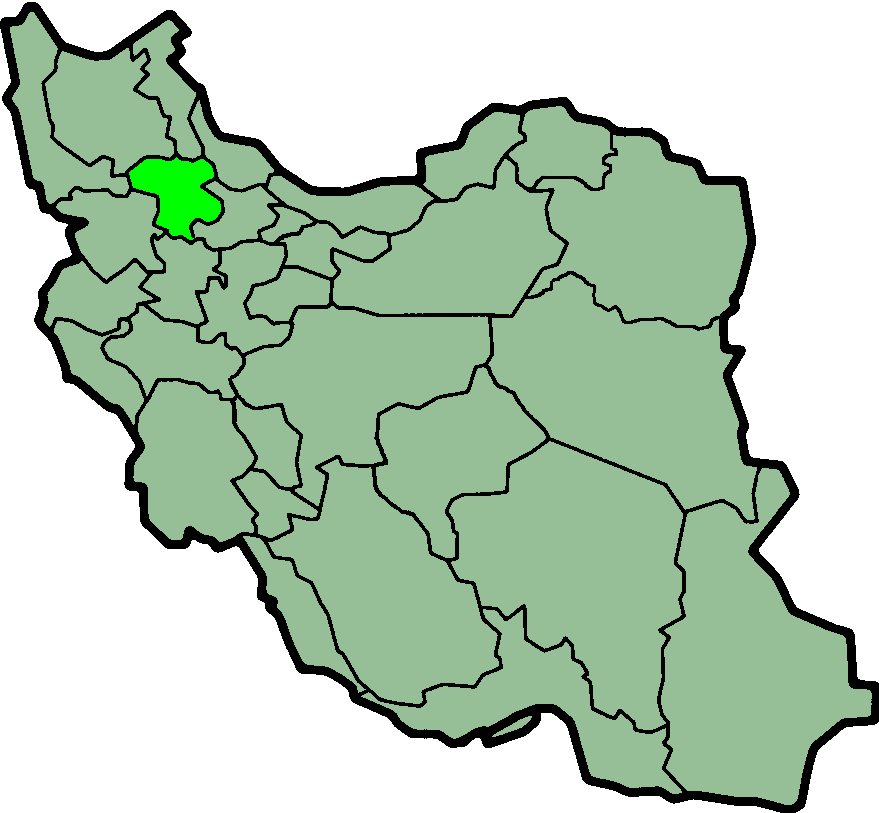
Ubicación de la Provincia de Zanjan, dentro de Irán.